# Shartlesville
Shartlesville est une census-designated place située dans le comté de Berks, dans l’État de Pennsylvanie, aux États-Unis. Lors du recensement de 2020, elle compte 455 habitants.